# Manuela Gonzaga
Maria Manuela Vieira Gonzaga (Porto, 18 de março de 1951) é uma escritora e historiadora portuguesa. Viveu em Moçambique e Angola.

## Biografia
Nasceu no Porto a 18 de março de 1951, e ali viveu até aos 12 anos, quando foi para Moçambique com os pais, e anos depois, para Angola. Em África passou assim uma parte da adolescência e da juventude. Durante cerca de 30 anos exerceu o ofício de jornalista, tendo publicado centenas de artigos, entre crónicas, entrevistas, reportagens, artigos de opinião. Começou em Moçambique, no Jornal Notícias de Lourenço Marques, depois em Angola, Luanda, na Revista Notícia, e mais tarde em Portugal, tendo passado por vários órgãos de comunicação social, nomeadamente o Correio da Manhã, o jornal O País, o Semanário, a revista Marie Claire e a revista Pais, entre outros. Para além disso, dirigiu, coordenou e concebeu uma série de publicações. Porém, e conforme tem sublinhado em numerosas entrevistas, é na escrita que encontra a sua paixão, ou  «o ofício» toda sua plenitude, como consta da biografia que assina na sua página de candidatura à Presidência da República.
É mãe de quatro filhos e avó de dois netos. Foi, ao longo da sua vida, uma ativista com um envolvimento político e social vincado pela luta por causas humanitárias, direitos dos animais e da natureza e por um Portugal mais livre e esclarecido.
A escritora colabora com alguma regularidade pontualmente com alguns órgãos de comunicação social, nomeadamente com a revista Vogue.

## Obra

### Livros Publicados
- Xerazade, a última noite, 2015, Lisboa, Bertrand: romance (tradução francesa: Shéhérazade, la dernière nuit, 2017, ed. Le Poisson Volant);
- Moçambique para a Mãe se Lembrar como Foi, 2014, Lisboa, Bertrand: autobiografia, estudos coloniais (tradução francesa: Mozambique : pour que ma mère se souvienne, 2017, ed. Le Poisson Volant);
- Imperatriz Isabel de Portugal, 2012, (4ª ed. 2012) Lisboa, Bertrand: biografia (tradução francesa: Isabelle de Portugal, l'Impératrice, 2017, ed. Le Poisson Volant) ;
- Maria Adelaide Coelho da Cunha: «Doida não e não!», 2009, (7ª ed. 2009) Lisboa, Bertrand: biografia. (integra duas disciplinas do curso de Psicologia da Universidade Lusófona, Lisboa);
- Meu Único Grande Amor: Casei-me!, 2007, Bertrand e Círculo de Leitores: comédia de costumes;
- António Variações, Entre Braga e Nova Iorque, 2006, Âncora (3ª ed.2007): biografia (Integrou textos de avaliação de professores nos curricula da Universidade de Aveiro, e a disciplina de História e Geografia de Portugal da mesma Universidade);
- Jardins Secretos de Lisboa, 3ª ed, Lisboa, 2000, ed. Âncora: romance histórico (Este livro fez parte dos curricula da Faculdade de Belas Artes, e integrou a disciplina de Cultura Portuguesa da Universidade de Georgetown) (tradução francesa: Jardins secrets de Lisbonne, 2020, ed. Le Poisson Volant);
- A morte da avó cega, 1998, Lisboa, ed. Planeta: contos;
- O passado de Portugal no seu futuro, Conversas com o Duque de Bragança, 1995, Lisboa, Textual: entrevistas.

### Literatura infanto-juvenil
Criou a coleção «O Mundo de André», que consta no Plano Nacional de Leitura:
- André e o Baile de Máscaras, 2017, Lisboa, Bertrand;

- André e o Segredo dos Labirintos, 2010, Lisboa, Oficina do Livro;
- André e o Lago do Tempo, 2008, Lisboa, Oficina do Livro, (2ª ed. 2009);
- André e a Esfera Mágica, 2006, Lisboa, Oficina do Livro (3ª ed. 2010);

Os seus livros mais recentes estão traduzidos para o francês e editados pela Le Poisson Volant.

## Carreira
Autora de uma coleção juvenil - O Mundo de André - com três títulos publicados e largamente difundidos junto de um público juvenil, estando referenciados no Plano Nacional de Leitura. Autora e formadora, Manuela Gonzaga tem desenvolvido programas de incentivo à escrita, em aulas presenciais e à distância. A sua página Oficinas de Escrita, no Facebook é coadjuvada pelo blogue do mesmo nome onde textos dos participantes são divulgados com regularidade. Escritora e historiadora com o grau de mestre em História pela Universidade Nova de Lisboa, sendo uma das investigadoras agregadas ao Centro de História de Além-Mar (CHAM) Universidade Nova de Lisboa. Manuela Gonzaga escreve regularmente no seu blogue Diários do Irreal Quotidiano.

## Candidatura à Presidência da República 2016
A partir de 2012, integrou o partido político PAN. Em 2015, decidiu candidatar-se à Presidência da República, por imperativos de cidadania. Sendo a sociedade civil autorreguladora, o principal objetivo desta candidatura é o de capitalizar a oportunidade de transmitir uma mensagem não-alinhada. “Liberdade Incondicional” é o lema que sustenta a reflexão de Manuela Gonzaga sobre um país que encontra “cada vez mais fraturado”.
A sua candidatura à Presidência da Republica Portuguesa prende-se com a necessidade de ser “uma voz”. “Uma voz ativa por um caminho de libertação assente na ousadia de pensar que é possível contribuir para a mudança (…)". A estratégia será a de “conciliar uma visão pragmática das questões de Estado, com o coração nas mãos”, de acordo com o manifesto que reflete as suas reflexões sobre esta candidatura.
Acabou por desistir da candidatura por dificuldade na recolha de assinaturas.

## Outras atividades e interesses
- Participação em colóquios, palestras, debates e mesas redondas, um pouco por todo o país, quer para coadjuvar a sua produção literária, quer a convite de instituições, nomeadamente de ensino superior, quer promovidos por si [1].

Destaque:
- Tem participado em numerosos colóquios, tertúlias, mesas redondas, e na promoção de acções de carácter voluntário. Em 2014-2015 participou nas Correntes d’Escrita; num colóquio sobre Guerra Colonial, e num Encontro de Lusofonias[18].

Entre outros foi:
- Convidada de honra em «Memórias», em Tertúlias Literárias, promovidas pelo poeta laureado Samuel Pimenta, Lisboa, Zazou - Bazar & Café, Lisboa, Dezembro, ao longo de 2012[1].<
- Manuela Gonzaga (oradora) «Histórias de Família», TEDxO’Porto[19], Casa da Música, Porto, 25 de Julho, 2011;

- Manuela Gonzaga e Rui Gomes Coelho (promotores e coordenadores), Colóquio Lisboa no tempo de Carlos Seixas, Núcleo Interdisciplinar de Estudos do Património (NIEP) da Faculdade de Ciências Sociais e Humanas da Universidade Nova de Lisboa (FCSH-UNL), Lisboa, dezembro de 2004.
- Colaboradora na organização do Festival Artivist[20] em 2008, festival internacional de cinema dedicado a promover a sensibilização para a interdependência entre a humanidade, os animais e o ambiente [21] que teve lugar na FNAC Chiado e no Fórum Lisboa e que, entre outros, contou com a participação de Peter Joseph[22].